# Eric Takabatake
Eric Takabatake (9 de enero de 1991) es un deportista brasileño que compite en judo. Ganó seis medallas en el Campeonato Panamericano de Judo entre los años 2015 y 2022.

## Palmarés internacional
| Campeonato Mundial      | Campeonato Mundial        | Campeonato Mundial | Campeonato Mundial |
| Año                     | Lugar                     | Medalla            | Categoría          |
| ----------------------- | ------------------------- | ------------------ | ------------------ |
| 2021                    | Budapest (Hungría)        | Medalla de bronce  | Equipo mixto       |
| Campeonato Panamericano |                           |                    |                    |
| Año                     | Lugar                     | Medalla            | Categoría          |
| 2015                    | Edmonton (Canadá)         | Medalla de plata   | –60 kg             |
| 2016                    | La Habana (Cuba)          | Medalla de bronce  | –60 kg             |
| 2017                    | Ciudad de Panamá (Panamá) | Medalla de oro     | –60 kg             |
| 2019                    | Lima (Perú)               | Medalla de plata   | –60 kg             |
| 2020                    | Guadalajara (México)      | Medalla de oro     | –60 kg             |
| 2022                    | Lima (Perú)               | Medalla de oro     | –66 kg             |